# Pățania vulpoiului
Pățania vulpoiului este un film românesc din 1955 regizat de Olimp Vărășteanu.